# فاولير (كاليفورنيا)
فاولير (بالإنجليزية: Fowler )‏ هي إحدى مدن مقاطعة فريسنو، كاليفورنيا. تم إعطاءها لقب مدينة في 15 يونيو، 1908.

## التركيبة السكانية
حدّد مكتب تعداد الولايات المتحدة بيانات التركيبة السكانية لفاولير في تعداد الولايات المتحدة. في ما يلي، التركيبة السكانية حسب تعدادي 2000 و2010.

### تعداد عام 2000
بلغ عدد سكان فاولير 3,979 نسمة بحسب تعداد عام 2000، وبلغ عدد الأسر 1,242 أسرة وعدد العائلات 962 عائلة مقيمة في المدينة. في حين سجلت الكثافة السكانية 606.6 نسمة لكل كيلومتر مربع (1,571.1/ميل2). وبلغ عدد الوحدات السكنية 1,277 وحدة بمتوسط كثافة قدره 194.7 لكل كيلومتر مربع (504.3/ميل2).
وتوزع التركيب العرقي للمدينة بنسبة 49.08% من البيض و2.06% من الأمريكيين الأفارقة و1.61% من الأمريكيين الأصليين و5.58% من الأمريكيين ذوي الأصول الآسيوية و0.08% من سكان جزر المحيط الهادئ و37.70% من الأعراق الأخرى و3.90% من عرقين مختلطين أو أكثر و67.28% من الهسبانيون أو اللاتينيون من أي عرق.
بلغ عدد الأسر 1,242 أسرة كانت نسبة 49.9% منها لديها أطفال تحت سن الثامنة عشر تعيش معهم، وبلغت نسبة الأزواج القاطنين مع بعضهم البعض 54% من أصل المجموع الكلي للأسر، ونسبة 17.9% من الأسر كان لديها معيلات من الإناث دون وجود شريك، بينما كانت نسبة 5.6% من الأسر لديها معيلون من الذكور دون وجود شريكة وكانت نسبة 22.5% من غير العائلات. تألفت نسبة 19.6% من أصل جميع الأسر من عدة أفراد يعيشون في نفس المنزل ونسبة 11% كانت تتألف من شخص يعيش بمفرده يبلغ من العمر 65 عاماً أو أكثر. وبلغ متوسط حجم الأسرة المعيشية 3.16، أما متوسط حجم العائلات فبلغ 3.65.
بلغ العمر الوسطي للسكان 31.5 عاماً. وكانت نسبة 32.9% من القاطنين تحت سن الثامنة عشر، وكانت نسبة 10% بين الثامنة عشر والرابعة والعشرين عاماً، ونسبة 26.8% كانت واقعةً في الفئة العمرية ما بين الخامسة والعشرين والرابعة والأربعين عاماً، ونسبة 18.1% كانت ما بين الخامسة والأربعين والرابعة والستين، ونسبة 10.9% كانت ضمن فئة الخامسة والستين عاماً فما فوق. يوجد لكل 100 أنثى 95.6 ذكر، ويوجد لكل 100 أنثى في الثامنة عشر من عمرها فما فوق 93.1 ذكر.
بلغ متوسط دخل الأسرة في المدينة 35,280 دولارًا، أما متوسط دخل العائلة فبلغ 37,979 دولارًا. وكان متوسط دخل الذكور 31,444 دولارًا مقابل 23,125 دولارًا للإناث. وسجل دخل الفرد الخاص بالمدينة 12,446 دولارًا. وكانت نسبة 18.2% من العائلات ونسبة 21.5% من السكان تحت خط الفقر، وكان من هؤلاء نسبة 32.7% تحت سن الثامنة عشر ونسبة 11.6% في الخامسة والستين من العمر وما فوق.

### تعداد عام 2010
بلغ عدد سكان فاولير 5,570 نسمة بحسب تعداد عام 2010، وبلغ عدد الأسر 1,723 أسرة وعدد العائلات 1,328 عائلة مقيمة في المدينة. في حين سجلت الكثافة السكانية 849.1 نسمة لكل كيلومتر مربع (2,199.2/ميل2). وبلغ عدد الوحدات السكنية 1,842 وحدة بمتوسط كثافة قدره 280.8 لكل كيلومتر مربع (727.3/ميل2).
وتوزع التركيب العرقي للمدينة بنسبة 47.29% من البيض و1.87% من الأمريكيين الأفارقة و2.44% من الأمريكيين الأصليين و10.95% من الأمريكيين ذوي الأصول الآسيوية و0.14% من سكان جزر المحيط الهادئ و32.32% من الأعراق الأخرى و4.99% من عرقين مختلطين أو أكثر و66.19% من الهسبانيون أو اللاتينيون من أي عرق.
بلغ عدد الأسر 1,723 أسرة كانت نسبة 48.6% منها لديها أطفال تحت سن الثامنة عشر تعيش معهم، وبلغت نسبة الأزواج القاطنين مع بعضهم البعض 54.1% من أصل المجموع الكلي للأسر، ونسبة 16% من الأسر كان لديها معيلات من الإناث دون وجود شريك، بينما كانت نسبة 7% من الأسر لديها معيلون من الذكور دون وجود شريكة وكانت نسبة 22.9% من غير العائلات. تألفت نسبة 19.3% من أصل جميع الأسر من عدة أفراد يعيشون في نفس المنزل ونسبة 6.8% كانت تتألف من شخص يعيش بمفرده يبلغ من العمر 65 عاماً أو أكثر. وبلغ متوسط حجم الأسرة المعيشية 3.21، أما متوسط حجم العائلات فبلغ 3.68.
بلغ العمر الوسطي للسكان 31.6 عاماً. وكانت نسبة 29.8% من القاطنين تحت سن الثامنة عشر، وكانت نسبة 10.6% بين الثامنة عشر والرابعة والعشرين عاماً، ونسبة 28% كانت واقعةً في الفئة العمرية ما بين الخامسة والعشرين والرابعة والأربعين عاماً، ونسبة 21.6% كانت ما بين الخامسة والأربعين والرابعة والستين، ونسبة 10% كانت ضمن فئة الخامسة والستين عاماً فما فوق. وتوزع التركيب الجنسي للسكان بنسبة 49.9% ذكور و50.1% إناث.

## أعلام
- خوان فيليبي هيريرا
- فيكتور ديفيس هانسون
- مارفن ر. باكستر
- إدغار برايس